# Warren Allmand
Warren Allmand (né le 19 septembre 1932 à Montréal, et mort le 7 décembre 2016) est un avocat et homme politique québécois fils de Harold Allmand et Rose Irene McMorrow. Il a été député du libéral de Notre-Dame-de-Grâce à la Chambre des communes (1965-1997), ainsi que ministre dans le cabinet de Pierre Elliott Trudeau.

## Biographie
Né à Montréal, Warren Allmand fait ses études au Collège Loyola. Il étudie le droit civil à l'Université McGill et le droit comparé à l'université de Paris. Il est admis au barreau du Québec en 1958. En 1965, il est élu à la Chambre des communes du Canada. Le 6 août 1966 il épouse Patricia fille de Robert Burns de Montréal. Il est membre en 1969 de la Commission de défense et des affaires étrangères ce qui lui permet donc d'être bien renseigné pendant la crise d'Octobre. Il est assermenté dans le Conseil privé le 27 novembre 1972 et a occupé les postes de solliciteur général du Canada (27 novembre 1972 au 14 septembre 1976), ministre des Affaires indiennes et du Nord canadien (14 septembre 1976 au 16 septembre 1977) et ministre de la Consommation et des Corporations (16 septembre 1977 au 4 juin 1979) au sein du conseil des ministres. En 1976, alors qu'il était solliciteur général, il déposa et défendit en chambre le projet de loi qui abolit la peine capitale au Canada.
En 1995, Warren Allmand acquiert une certaine notoriété lorsqu'il vote contre le budget 1995 présenté par Paul Martin le 27 février 1995 ; il s'oppose aux réductions d'impôts drastiques proposées par Martin et au fait qu'il n'annulait pas la TPS. En réponse à ce vote, Jean Chrétien lui retire le poste de président du comité de la justice des communes, bien qu'il soit demeuré dans le caucus libéral. Il prend sa retraite avant l'élection de 1997.

## Distinctions
- 2000 - Officier de l'ordre du Canada

## Publications
- (en) Is there a future for progressive policies in Canada?, Montréal, McGill Institute for the Study of Canada, 1997
- (en) Trading in human rights: the need for human rights sensitivity at the World Trade Organization, Montréal, International Centre for Human Rights & Democratic Development, 1999
- Troquer ou respecter les droits humains ? Pour une Organisation mondiale du commerce soucieuse des droits humains, Montréal, Centre international des droits de la personne et du développement démocratique, 1999

## Archives
Il y a un fonds d'archives Warren Allmand à Bibliothèque et Archives Canada. 